# Victor Boudreau
Pour les articles homonymes, voir Boudreau.
Victor Éric Boudreau, né le 3 mai 1970 à Shédiac, est un administrateur et un homme politique canadien. Depuis 2024, il représente le Nouveau-Brunswick au Sénat du Canada. 
Il est député libéral à l'Assemblée législative du Nouveau-Brunswick de Shediac—Cap-Pelé de 2004 à 2014 et de Shediac-Beaubassin-Cap-Pelé de 2014 à 2018. Il est le chef par intérim du Parti libéral du Nouveau-Brunswick de 2010 à 2012.
Il est ministre des Finances de 2006 à 2009 puis ministre de la Santé de 2014 à 2017.

## Biographie
Victor Boudreau étudie à la polyvalente Louis-J.-Robichaud de Shédiac et obtient un baccalauréat en sciences sociales de l'Université de Moncton en 1992 (majeure en sciences politiques et mineure en administration des affaires). Il habite à Shédiac avec son épouse, Michelle Arsenault, ainsi que ses deux filles, Dominique et Gabrielle.
Il est administrateur du village de Cap-Pelé puis adjoint de adjoint de circonscription du sénateur Fernand Robichaud entre 1993 et 1995 et finalement chef du cabinet du ministre Bernard Richard entre 1995 et 1999.
Il est élu député de Shediac—Cap-Pelé en tant que libéral à l'Assemblée législative du Nouveau-Brunswick le 4 octobre 2004, lors d'une élection partielle. Il est réélu le 18 septembre 2006 lors de la 56e élection générale. Il est assermenté à titre de membre du Conseil exécutif le 3 octobre 2006 dans le gouvernement de Shawn Graham et nommé ministre des Finances, ministre des Gouvernements locaux, charge qu’il exerce jusqu’au 31 octobre 2007, ainsi que ministre responsable de la Société des alcools du Nouveau-Brunswick et de la Société de gestion des placements du Nouveau-Brunswick et de la Commission des loteries du Nouveau-Brunswick, désormais appelée la Société des loteries et des jeux du Nouveau-Brunswick. Il siège au Comité d’administration de l’Assemblée législative. En janvier 2008, il devient responsable de la Société de développement régional. Lors du remaniement ministériel du 22 juin 2009, toujours dans le gouvernement Graham, il devient ministre d'Entreprises Nouveau-Brunswick, ministre responsable de Services Nouveau-Brunswick, ministre responsable du Secrétariat de la croissance démographique, ministre responsable de Communications Nouveau-Brunswick et ministre responsable de la réduction des formalités administratives. Il garde aussi son ancien poste de ministre responsable de la Société de développement régional.
Il est réélu à la 57e législature le 27 septembre 2010, lors de la 57e élection générale.
Il est pressenti comme candidat à la chefferie du parti libéral en 2010. Il est nommé chef par intérim le 10 novembre 2010, à la suite de la démission de Shawn Graham survenue un jour plus tôt; selon la tradition, Victor Boudreau abandonne sa candidature à la suite de cette nomination.
La circonscription de Shediac—Cap-Pelé est renommée Shediac-Beaubassin-Cap-Pelé à l'occasion des élections de septembre 2014. Victor Boudreau s'y fait réélire comme député à l'Assemblée législative du Nouveau-Brunswick.
Lors du remaniement ministériel annoncé par le premier ministre Brian Gallant le 5 septembre 2017, il est remplacé par Benoît Bourque au poste de ministre de la Santé. Victor Boudreau annonce qu'il ne sera pas candidat au scrutin suivant.
En 2024, il est nommé sénateur canadien sur l'avis du premier ministre Justin Trudeau. Il joint le Groupe des sénateurs indépendants en octobre 2024.
Victor Boudreau est membre du Club Lions, de la Chambre de commerce de Cap-Pelé, de l'Association du bassin versant de Cap-Pelé, de l'hospice de Shédiac et du Centre de ressources et de crises familiales Beauséjour.